# کوستاس سیمیتیس
کوستاس سیمیتیس (یونانی: Κωνσταντίνος Σημίτης؛ ۲۳ ژوئن ۱۹۳۶ – ۵ ژانویهٔ ۲۰۲۵) یک سیاست‌مدار و اقتصاددان اهل یونان بود. وی از ۲۲ ژانویهٔ ۱۹۹۶ تا ۱۰ مارس ۲۰۰۴ نخست‌وزیر این کشور بود.
کوستاس سیمیتیس در ۵ ژانویهٔ ۲۰۲۵، در سن ۸۸ سالگی درگذشت.